# Selaginella repanda
Selaginella repanda är en mosslummerväxtart som först beskrevs av Nicaise Auguste Desvaux och Poir., och fick sitt nu gällande namn av Antoine Frédéric Spring. Selaginella repanda ingår i släktet mosslumrar, och familjen mosslummerväxter. Inga underarter finns listade i Catalogue of Life.